# Gianluca Basile
Pour les articles homonymes, voir Basile.
Gianluca Basile est un joueur italien de basket-ball, né le 24 janvier 1975 à Ruvo di Puglia. Il est capable d'évoluer aux postes de meneur de jeu et de deuxième arrière.
Basile a fait partie de la Squadra Azzurra, l'équipe nationale italienne. Il a remporté deux fois le championnat d'Italie (1999-2000 et 2004-2005) et a été élu meilleur joueur de la finale 2004-2005.
Il prend sa retraite de joueur professionnel en février 2017.

## Parcours en club
| Saison    | Division | Club                |
| --------- | -------- | ------------------- |
| 1995-1996 | A2       | Regio Emilia        |
| 1996-1997 | A2       | Regio Emilia        |
| 1997-1998 | A1       | Regio Emilia        |
| 1998-1999 | A1       | Regio Emilia        |
| 1998-1999 | A1       | Team System Bologna |
| 1999-2000 | A1       | Paf Bologna         |
| 2000-2001 | A2       | Paf Bologna         |
| 2001-2002 | A1       | Skipper Bologna     |
| 2002-2003 | A1       | Skipper Bologna     |
| 2003-2004 | A1       | Skipper Bologna     |
| 2004-2005 | A1       | Skipper Bologna     |
| 2005-2006 | Liga ACB | FC Barcelone        |

## Palmarès
- Champion d'Italie 2000, 2005
- Vainqueur de la Coupe du Roi 2007
- Vainqueur de la Supercoupe d'Espagne 2009
- Vainqueur de l'Euroligue en 2010
- Vainqueur du Championnat d'Espagne en 2009

### Équipe nationale
- Jeux olympiques d'été
  -  Médaille d'argent des Jeux olympiques de 2004 d'Athènes
  - 5e des Jeux olympiques de 2000 à Sydney
- Championnat du monde masculin de basket-ball
  - 6e du Mondial 1998
- Championnat d'Europe
  -  Médaille d'or du Championnat d'Europe 1999 en France
  -  Médaille de bronze du Championnat d'Europe 2003
  - 11e du Championnat d'Europe 2001 en Turquie
  - 9e du Championnat d'Europe 2005 en Serbie